# Sárok
Sárok es un pueblo ubicado en el distrito de Mohács, en el condado de Baranya, Hungría.

## Superficie
Posee una superficie de 4,620 kilómetros cuadrados.

## Demografía
Hasta 2019 la población era de 120 habitantes, con una densidad de población de 25,97 habitantes por kilómetro cuadrado.